# Florijomel
Florijomel är en ort i Mexiko.   Den ligger i kommunen Ixcatepec och delstaten Veracruz, i den sydöstra delen av landet, 230 km nordost om huvudstaden Mexico City. Florijomel ligger 242 meter över havet och antalet invånare är 118.
Terrängen runt Florijomel är varierad, och sluttar västerut. Runt Florijomel är det ganska tätbefolkat, med 80 invånare per kvadratkilometer. Närmaste större samhälle är Tepetzintla, 12,8 km öster om Florijomel. Trakten runt Florijomel består till största delen av jordbruksmark.